# Krzysztof Wójcicki
Krzysztof Wójcicki (ur. 12 marca 1955 w Poznaniu, zm. 16 lutego 2013 w Los Angeles) – polski prozaik, dramaturg, eseista, znawca Kaszub i Pomorza. Dyrektor naczelny i artystyczny Teatru Miejskiego w Gdyni (1991–1994). Doktor nauk humanistycznych – absolwent teatrologii na Uniwersytecie Gdańskim.